# Huguccio
Huguccio (geboren um 1140/1150; gestorben 30. April 1210 in Ferrara) war als Dekretist ein bedeutender Vertreter der frühen Kanonistik. 

## Leben
Ob Huguccio aus Pisa stammte und als Frühwerk die weit verbreitete Enzyklopädie Derivationes verfasst hat, ist unsicher. Nachdem er in Bologna wahrscheinlich bei Gandulphus und Johannes Faventinus studiert hatte, lehrte er ebendort kanonisches Recht. Im Jahr 1188 stellte er sein kanonistisches Hauptwerk fertig, die Summa in Decretum Gratiani. Als er an diesem Werk arbeitete, hatte er bereits die Priesterweihe empfangen und lebte in einer Klerikergemeinschaft, wahrscheinlich im Haushalt des Bischofs von Bologna. Zwei Jahre später wurde er zum Bischof von Ferrara geweiht. Innozenz III. übertrug ihm mehrfach besondere Aufträge, möglicherweise war dieser kirchenjuristisch gebildete Papst ein früherer Student Huguccios.
Huguccio verfasste einen Großteil der Beiträge zum ältesten Glossenapparat des Decretum Gratiani (Ordinaturus Magister). Von seiner Hand stammen Auslegungen des Apostolischen Glaubensbekenntnisses (Expositio de symbolo Apostolorum) und des Vaterunsers (De expositione Dominice orationis). 